# Пастух Вадим Васильович
Вади́м Васи́льович Пасту́х — полковник Збройних сил України, учасник російсько-української війни.

## Нагороди
- Орден Богдана Хмельницького ІІ ступеня (3 липня 2015) — за особисту мужність і високий професіоналізм, виявлені у захисті державного суверенітету та територіальної цілісності України, вірність військовій присязі[1]
- Орден Богдана Хмельницького ІІІ ступеня (19 липня 2014) — за особисту мужність і героїзм, виявлені у захисті державного суверенітету та територіальної цілісності України[2]
- Орден «За мужність» ІІІ ступеня (14 березня 2015) — за особисту мужність і високий професіоналізм, виявлені у захисті державного суверенітету та територіальної цілісності України[3]
- Медаль «За військову службу Україні»[4]